# Dunster (Royaume-Uni)
Dunster, vieille ville du Somerset au Royaume-Uni, située au nord-est du parc national d'Exmoor.

## Histoire
La paroisse fut le chef-lieu de la baronnie de Guillaume de Moyon, baron du Cotentin qui accompagna Guillaume de Normandie dans sa conquête de l'Angleterre en 1066. C'est ici, que ce Guillaume de Moyon fonda un prieuré bénédictin où il fut inhumé, ainsi que plusieurs de ses descendants.
La ville profita d'un commerce prospère, côtier et continental, avec Bordeaux, l'Espagne, l'Italie et le Pays de Galles, jusqu'à ce que la mer se retire aux XVe et XVIe siècles.
Par la suite, elle se tourna vers le commerce de la laine et la pratique du tissage.

## Lieux et monuments
La ville possède un château renommé depuis plus d'un millénaire.